# Гросс, Лэнс
Лэнс Гросс (англ. Lance Gross, род. 8 июля 1981, Окленд, Калифорния) — американский актёр и модель. Гросс наиболее известен благодаря своей роли в ситкоме «Дом семейства Пэйн», где он снимался с 2007 по 2012 год, а также фильмам «Знакомство с Браунами» (2008), «Семейная свадьба» (2010) и «Семейный консультант» (2013).
Гросс родился и вырос в Окленде, штат Калифорния. Свою карьеру он начал в качестве модели, а также снялся в музыкальных клипах Мэри Джей Блайдж, Рианны и Мэрайи Кэри. В 2006 году Тайлер Перри взял его в свой ситком «Дом семейства Пэйн», а в 2008 году он дебютировал в фильме Перри «Знакомство с Браунами». В 2013 году Гросс получил одну из главных ролей в сериале NBC «Кризис».

## Фильмография

### Фильмы
| Год  | Название на русском   | Название на английском                          | Роль        | Примечания             |
| ---- | --------------------- | ----------------------------------------------- | ----------- | ---------------------- |
| 2006 |                       | Changing Blossoms                               | Тони        | Короткометражный фильм |
| 2008 | Знакомство с Браунами | Meet the Browns                                 | Майкл Браун |                        |
| 2010 | Семейная свадьба      | Our Family Wedding                              | Маркус Бойд |                        |
| 2012 | Последнее падение     | The Last Fall                                   | Кайл Бишоп  |                        |
| 2012 | Стальные магнолии     | Steel Magnolias                                 | Сэмми       | Телефильм              |
| 2013 | Семейный консультант  | Temptation: Confessions of a Marriage Counselor | Брайс       |                        |

### Телевидение
| Год       | Название на русском | Название на английском | Роль          | Примечания                   |
| --------- | ------------------- | ---------------------- | ------------- | ---------------------------- |
| 2006      | Ева                 | Eve                    | Член хора     | 1 эпизод                     |
| 2007-2012 | Дом семейства Пэйн  | House of Payne         | Кэлвин Пейн   | Регулярная роль, 254 эпизода |
| 2012      | Искатель            | The Finder             | Франк Хейвуд  | 1 эпизод                     |
| 2012      | Дорогой доктор      | Royal Pains            | Доктор Лондон | 1 эпизод                     |
| 2014      | Кризис              | Crisis                 | Маркус Финли  | Регулярная роль, 13 эпизодов |
| 2015      | Анатомия страсти    | Grey's Anatomy         | Итан          |                              |